# Plaza de toros de Jerez de los Caballeros
La plaza de toros de Jerez de los Caballeros está situada en el municipio español homónimo, en la provincia de Badajoz, Extremadura. Cuenta con un aforo de 3.950 localidades y está catalogada como de tercera categoría. Este municipio pacense cuanta, con su antigua plaza de toros completamente remodelada, gracias a la Junta de Extremadura.

## Historia
Antes de la construcción de la plaza de toros, ya se tienen noticias de festejos taurinos en Jerez de los Caballeros en el año 1517. En concreto, hay datos de estas fiestas organizadas con toros para celebrar la llegada al trono de España de Carlos I. Estos festejos se desarrollaban en varios enclaves del municipio.
Actualmente, el coso taurino se encuentra ubicado al noroeste del municipio , fue mandado construir a expensas del marqués de Rianzuela y se inauguró en el año 1862. Para tal fecha se anunciaron en los carteles célebres toreros de la época como eran Francisco Arjona Guillén y Cúchares. Para la historia queda el debut en esta plaza del célebre torero “Bombita”. En el año 2000, la plaza se re-inauguró tras una gran restauración.
Piedra de mortero y ladrillo fueron los materiales que se emplearon en la edificación del coso, que cuenta con 63,50 metros de diámetro y dos pisos con tendido. En la parte principal luce una portada compuesta por un frontis curvado roto por un arco sobre pilastras. Dentro, pueden verse una serie de arcos de medio punto de ladrillo sobre columnas de piedra.
La plaza cuenta con todos los espacios necesarios para el correcto desarrollo de espectáculos taurinos. De este modo, cuenta con dos corrales, caballeriza, chiqueros, taquilla, enfermería, administración, y otras pequeñas dependencias de uso común en función de las necesidades.

## Feria Taurina
Los festejos taurinos en esta localidad pacense suelen centrase en el mes de mayo, al amparo del certamen monográfico del jamón ibérico. Un certamen que tiene como fin el estudio, promoción y comercialización de este producto estrella de la gastronomía en Jerez de los Caballeros.